# Riffa (ordinamento penale italiano)
Per riffa si intende il reato previsto dall'art. 18 legge italiana sul lotto pubblico (L. 2 agosto 1982, n. 528).
Consiste nell'offrire premi al pubblico mediante sorteggio di uno o più numeri o con il riferimento alle estrazioni del lotto pubblico.
Il colpevole è punito con l'ammenda da 51 a 516 euro. La pena è raddoppiata, in caso di valore rilevante o se l'offerta è clandestina.